# Jack Hawkins
John Edward "Jack" Hawkins, född 14 september 1910 i Wood Green, Haringey, London, död 18 juli 1973 i Chelsea, London, var en brittisk skådespelare.

## Biografi
Hawkins gjorde debut på London-scenen som tolvåring och medverkade i pjäser på Broadway som artonåring.  Även om han medverkade i ett flertal filmer under 1930-talet, så var det först efter tjänstgöring i andra världskriget som hans karriär tog fart. Han spelade ofta stränga men sympatiska auktoritetskaraktärer i filmer som Örnar i solen (1952), Den långa armen (1956) och Det grymma havet (1953). Det var just med Det grymma havet som Hawkins befäste sig som filmstjärna.
Från slutet av 50-talet och framåt spelade han för det mesta karaktärsroller, främst i episka filmer som Bron över floden Kwai (1957) och Lawrence av Arabien (1962). För Bron över floden Kwai övertygade han sin goda vän, Alec Guiness, att spela huvudrollen, som kom att ge denne en Oscar.
Han var gift med Jessica Tandy mellan 1932 och 1942 och sen med Doreen Lawrence från 1946 fram till sin död 1973. 1966 drabbades Hawkins av strupcancer och hela hans struphuvud blev bortopererat. Efter detta var hans röst dubbad, oftast av skådespelaren Charles Gray. Hawkins dog 1973 av komplikationer efter en operation för att operera in en röstlåda. Han blev 62 år gammal.

## Filmografi i urval
- 1948 – Ögonvittnet
- 1949 – Det hemliga rummet
- 1950 – Den gäckande nejlikan
- 1950 – Statshemlighet
- 1951 – Farornas män
- 1951 – Utan återvändo
- 1952 – I morgon börjar livet
- 1952 – Utpost i Malaya
- 1953 – Det grymma havet
- 1954 – Farlig kust
- 1955 – Faraos land
- 1955 – Han, hon och katten
- 1956 – Den långa armen
- 1957 – Bron över floden Kwai
- 1959 – Ben-Hur
- 1962 – Lawrence av Arabien
- 1964 – Zulu
- 1965 – Dödens djungel
- 1966 – Djävulens blomma
- 1966 – Operation opium
- 1968 – Shalako

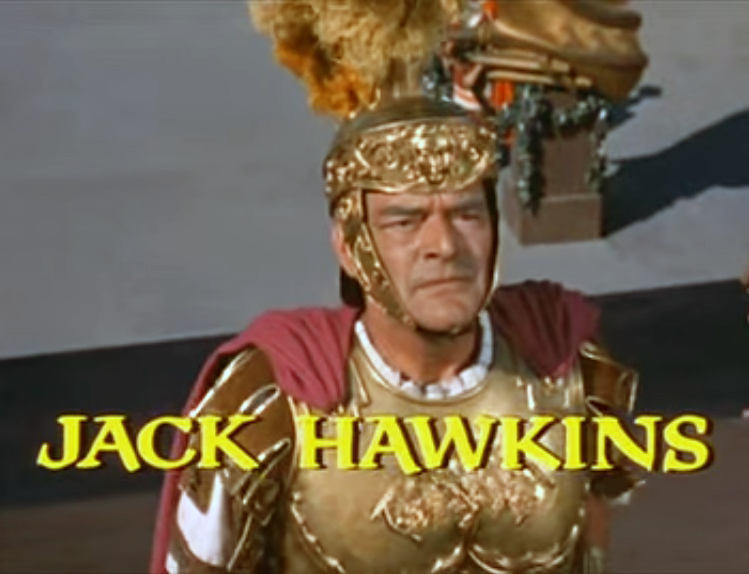
Jack Hawkins i trailern till Ben-Hur 1959.

- 1969 – Monte Carlo-rallyt eller Dessa fantastiska män i sina skumpande skraltiga automobiler
- 1969 – Oh, vilket makalöst krig
- 1970 – Jane Eyre
- 1970 – Waterloo
- 1971 – Nikolaus och Alexandra
- 1971 – Åtta glas
- 1972 – Churchills äventyrliga ungdom
- 1973 – Thalias hämnare